# 白老町立萩野中学校
白老町立萩野中学校（しらおいちょうりつ はきのちゅうがっこう）は、北海道白老郡白老町にあった公立中学校。

## 概要
学校教育法（旧法）施行時、萩野地区の生徒は白老中学校に通学していたが、萩野地区住人の要望により、開校した学校である。

## 所在地
白老郡白老町字萩野286番地

## 沿革
- 1954年（昭和29年）
  - 4月2日 - 創立。開校式挙行。この当時は、萩野小学校に併設されていた。
  - 10月15日 - 校舎落成。
  - 11月1日 - 白老村の町制施行により、白老町立萩野中学校に改称。
- 1956年（昭和31年）6月28日 - 校旗贈呈式。
- 1960年（昭和35年）
  - 4月1日 - 独立認可。
  - 8月27日 - 大昭和製紙白老工場操業開始により、生徒数が増加したため、同工場からKPハウス1棟借用し、仮教室完成。
- 1961年（昭和36年）12月16日 - 校舎増築。体育館新築落成式挙行。
- 1962年（昭和37年）1月20日 - 仮校舎のKPハウス解体。
- 1963年（昭和38年）
  - 3月17日 - 校歌制定。
  - 9月8日 - 10時から、創立10周年記念式典挙行。
- 1967年（昭和42年）9月1日 - 理科室・音楽室・普通教室増築。
- 1971年（昭和46年）
  - 3月11日 - 学校給食開始。
  - 12月7日 - 新体育館落成式挙行。
- 1974年（昭和49年）6月23日 - 開校20周年記念式典挙行。
- 1979年（昭和54年）12月17日 - 鉄筋コンクリート造り3階建・1047㎡の特別教室完成。同時に、旧音楽室を普通教室に、旧理科室を美術室に、それぞれ転用。
- 1981年（昭和56年）4月1日 - 学級増により、美術室を普通教室に転用。
- 1982年（昭和57年）5月22日 -　さらなる学級増により、プレハブの普通教室を増築。
- 1984年（昭和59年）10月28日 - 開校30周年記念式典挙行。
- 2013年（平成25年）3月31日 - 本校・竹浦・虎杖の各中学校を統合した白翔中学校開校により、閉校。ただし、校舎は、本校の施設を継続使用する。

## アクセス
- 白老町立白翔中学校#アクセスを参照。

## 周辺
- 白老町立萩野小学校 - 敷地が隣接
- 他は白老町立白翔中学校#周辺を参照。

## 参考資料
- 『新白老町史 下巻』（白老町・1992年11月3日発行）248～250頁「第7編教育と文化 第2章学校教育 第四節中学校」の「萩野中学校（1）所在地」
- 『白老町史』（白老町・1975年3月31日発行）829～830頁「第六編教育 第四章各学校の沿革 第二節各学校」の「萩野中学校」